# Fanny Fischer
Fanny Fischer (n. 7 septembrie 1986, Potsdam, RDG) este o canoistă germană, medaliată olimpică. A participat la o ediție a Jocurilor Olimpice (2008) în care a câștigat o medalie de aur.

## Participări
Lista de mai jos prezintă principalele competiții la care a participat Fanny Fischer de-a lungul carierei.
- canoeing at the 2008 Summer Olympics – women's K-4 500 metres[*]